# Religia w Finlandii

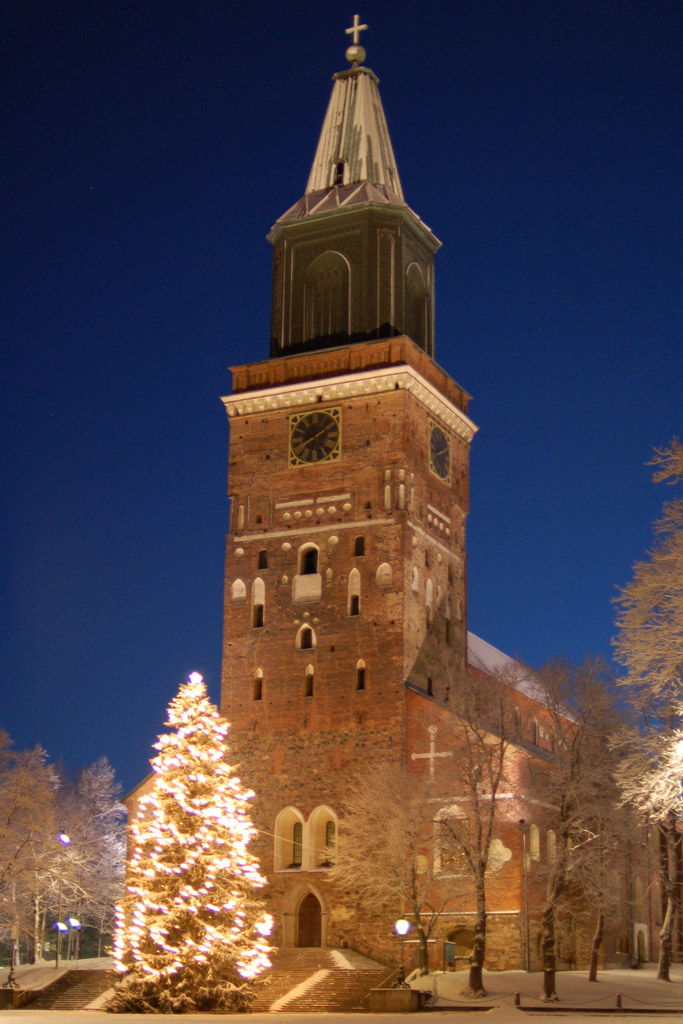
Katedra Luterańska w Turku

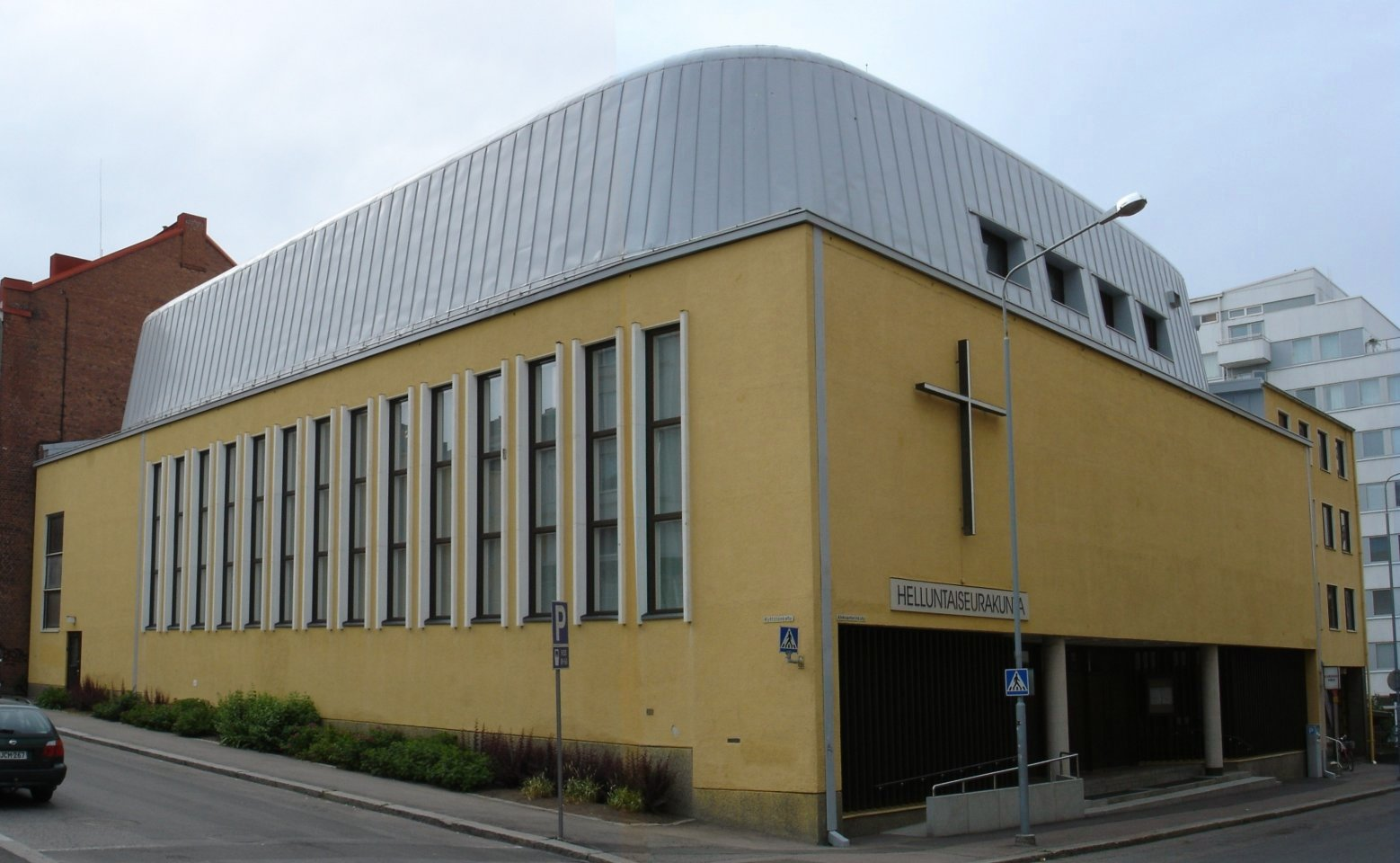
Kościół zielonoświątkowy w Tampere

Większość ludzi w Finlandii jest, przynajmniej nominalnie, członkami kościołów chrześcijańskich (blisko 70%), ale od 1980 roku, nastąpił gwałtowny wzrost liczby osób bez przynależności religijnej. Przed chrystianizacją główną religią był politeizm.
W 2022 roku, 65,2% ludności należało do Fińskiego Kościoła Luterańskiego i ponad 32,0% nieoficjalnie nie utożsamiało się z żadną religią. Fiński kościół w przeciwieństwie do pozostałych luterańskich kościołów w Skandynawii nie zezwala na małżeństwa osób tej samej płci, jednak zauważalne są coraz ostrzejsze podziały między konserwatywnymi i liberalnymi poglądami. W obrębie Kościoła luterańskiego działa laestadianizm, największy konserwatywny ruch odrodzenia zrzeszający około 100 tys. wiernych.
Wiele źródeł wskazuje, że populacja muzułmańska gwałtownie wzrosła w ostatnich latach z powodu znacznego napływu imigrantów. Muzułmańscy przywódcy religijni szacują, że liczba muzułmanów wzrosła do 100 tys. w 2018 roku, z czego 80% to sunnici, a 20% szyici. Według Pew Research Center w 2017 roku 2,7% populacji, czyli około 150 tys. osób stanowili muzułmanie. Islam wyznawany jest głównie przez imigrantów z krajów takich jak: Irak, Somalia, Afganistan, Turcja czy Iran.
Największą mniejszość religijną wśród rodowitych mieszkańców stanowią zielonoświątkowcy, których całkowitą liczbę wiernych szacuje się na 100 tysięcy (w tym ok. 50 tys. ochrzczonych członków). Trzecim co do wielkości wyznaniem jest prawosławie z ok. 60 tys. wyznawców.
Inne religie posiadają mniej niż 20 tysięcy wyznawców i są to głównie: świadkowie Jehowy, wolne kościoły ewangelikalne, katolicy, buddyści, adwentyści dnia siódmego, mormoni, baptyści, metodyści, żydzi, bahaiści i hinduiści.
Szacuje się, że w Finlandii jest ponad 10 tysięcy buddystów. Buddyści nie są spójną grupą w Finlandii, ale są zróżnicowani pod względem kultury, języka i tradycji. Największe grupy stanowią osoby pochodzenia tajskiego i wietnamskiego.
Według najnowszego sondażu Eurobarometru z 2010 roku odpowiedzi mieszkańców Finlandii na pytania w sprawie wiary były następujące:
- 33% – „Wierzę w istnienie Boga”,
- 42% – „Wierzę w istnienie pewnego rodzaju ducha lub siły życiowej”,
- 22% – „Nie wierzę w żaden rodzaj ducha, Boga lub siły życiowej”,
- 3% – „Nie wiem”.

## Dane statystyczne
| Religie/kościoły                         | Liczba wiernych   | Procent ludności | Źródło                        |
| ---------------------------------------- | ----------------- | ---------------- | ----------------------------- |
| Ewangelicko-Luterański Kościół Finlandii | 3 796 918         | 68,7%            | Statistics Finland, 2019      |
| Fiński Kościół Zielonoświątkowy          | 96,2 tys.         | 1,8%             | Operation World, 2010         |
| Fiński Kościół Prawosławny               | 59 508            | 1,07%            | Statistics Finland, 2021      |
| Islam                                    | 50 tys. – 60 tys. | ok. 1%           | Martikainen & Sakaranaho 2011 |
| Świadkowie Jehowy                        | 16 495            | 0,3%             | Statistics Finland, 2021      |
| Wolny Kościół Finlandii                  | 14 811            | 0,27%            | Statistics Finland, 2021      |
| Kościół katolicki                        | 14 795            | 0,27%            | Statistics Finland, 2021      |
| Buddyści                                 | 10 tys.           | 0,2%             | Kotimaa24, 2018               |
| Adwentyści                               | 3208              | 0,06%            | Statistics Finland, 2021      |
| Mormoni                                  | 3187              | 0,06%            | Statistics Finland, 2021      |
| Baptyści                                 | 2455              | 0,04%            | Statistics Finland, 2021      |
| Metodyści                                | 1319              | 0,02%            | Statistics Finland, 2021      |
| Judaizm                                  | 1079              | 0,02%            | Statistics Finland, 2021      |